# Jack și bebelușul
„Jack și bebelușul” este al cincizeci și doilea episod al serialului de desene animate Samurai Jack.

## Subiect
Jack străbate o livadă de piersici și, văzând câteva piersici căzute pe jos, începe să le adune în pălărie. Dar deodată aude un scâncet de copil și, încercând să-l localizeze, ajunge la o peșteră. Înăuntru, un bebeluș este atârnat de plafon, în timp ce niște căpcăuni se sfătuiesc cum să-l gătească, citind dintr-o carte de bucate. Jack intră și ia copilul, dar căpcăunii îl descoperă și se reped la el. Bebelușul îl trage de păr și Jack nu se poate concentra, astfel că o ia la fugă cu copilul în palmă și se cocoață într-un copac să scape de urmăritori.
Jack pornește cu bebelușul în căutarea părinților acestuia. Dar pe unde trece, nimeni nu știe nimic. Seara, la foc, Jack îi spune bebelușului Povestea copilului-piersică, Momotaro: "A fost odată ca niciodată, demult, un tăietor de lemne și nevasta lui. Ei nu aveau copii, deși își doreau. Într-o zi, în timp ce nevasta tăietorului de lemne spăla rufe la râu, apare plutind pe apă o piersică uriașă. Femeia o ia și o pune pe masă pentru cină. Dar când tăietorul de lemne vrea să o taie, piersica se despică și dă la iveală un copil cu obrajii rumeni, pe care cei doi soți, bucuroși din cale-afară, îl numesc Momotaro. Momotaro crește și într-o zi își ia rămas-bun de la părinți și pleacă spre Insula Căpcăunilor, să scape lumea de ei. Pe drum, Momotaro se împrietenește cu un câine, o maimuță și un fazan. Ajunși la castelul căpcăunilor, de pe insulă, fazanul zboară pe deasupra zidului și le distrage atenția la căpcăuni, maimuța se cațără pe zid și deschide poarta pe dinăuntru, după care Momotaro și câinele se năpustesc înăuntru. Căpcăunii sunt învinși și Momotaro le ia comorile adunate peste timp de aceștia, pentru a le împărți la săteni. Momotaro se întoarce la părinți și toți trăiesc fericiți până la adânci bătrâneți."
Dimineața, bebelușul începe să plângă de foame. Jack încearcă să-i facă rost de lapte mai întâi de la o căprioară, apoi de la un rozător arboricol, dar fără succes. În cele din urmă, găsește o cornută uriașă, pe care o ia prin surprindere și îi stoarce o țâță în tărtăcuța pregătită cu grijă. Apoi bebelușul îi scapă și se vâră prin diverse scorburi, până când Jack reușește, în sfârșit, să-l prindă.
Începe ploaia și un vânător de recompense robotic le iese în cale. Jack îl învinge sub privirile speriate ale micuțului. Bebelușul răcește și Jack îl adăpostește într-o peșteră și îi face ceai. Dar bebelușul nu vrea să bea. Atunci Jack îl ispitește cu niște pește proaspăt, dar degeaba: bebelușul vrea piersică !
Jack revine cu micuțul în livada de piersici și îi dă să mănânce dintr-o piersică. Dar căpcăunii îi surprind și Jack se luptă cu ei, cu copilul legat la spate, făcându-l părtaș la întreaga desfășurare a luptei. După distrugerea căpcăunilor, apare mama copilului și îl ia în brațe pe micuț. Dar acesta căpătase o expresie serioasă și neînduplecată, ca urmare a experiențelor prin care trecuse: căpătase spiritul de samurai.